# Bahnstrecke Corbeil-Essonnes–Montereau
| |                      | | |
| |                      | | |
| Streckennummer (SNCF): | 746 000              | | |
| Kursbuchstrecke (SNCF): | 230, 233             | | |
| Streckenlänge: | 60,9 km              | | |
| Spurweite: | 1435 mm (Normalspur) | | |
| Stromsystem: | 1,5 kV =             | | |
| Maximale Neigung: | 4 ‰                  | | |
| Streckengeschwindigkeit: | 70–140 km/h          | | |
| Zweigleisigkeit: | ja                   | | |
| |                      | | |
| \| \| \| Bahnstrecke Villeneuve-Saint-Georges–Montargis v. Villeneuve \| \| \| \| \| Bahnstrecke Grigny–Corbeil-Essonnes von Grigny-V.-de-S. \| \| \| \| 32,4 \| Corbeil-Essonnes \| 39 m \| \| \| 33,0 \| Streckenbeginn \| Streckenbeginn \| \| \| ~33,4 \| N 7 \| N 7 \| \| \| 33,6 \| Essonnes-Robinson \| 41 m \| \| \| 35,0 \| Villabé \| 47 m \| \| \| 36,5 \| Essonne (18 m) \| Essonne (18 m) \| \| \| 36,7 \| Essonne (7 m) \| Essonne (7 m) \| \| \| 36,8 \| \| \| \| \| \| \| \| \| \| 36,9 \| Bahnstrecke Villeneuve-Saint-Georges–Montargis n. Montargis und Tunnel d’Essonnes (573 m), ehem. N 191, N 448 u. N 7 \| Bahnstrecke Villeneuve-Saint-Georges–Montargis n. Montargis und Tunnel d’Essonnes (573 m), ehem. N 191, N 448 u. N 7 \| \| \| \| \| \| \| \| \| Chemin de Fer de Grande Banlieue (CGB, Meterspur) \| \| \| \| 37,9 \| Le Plessis-Chenet \| 46 m \| \| \| 39,2 \| Le Coudray-Montceaux \| 43 m \| \| \| \| Département Essonne / Seine-et-Marne \| \| \| \| 43,4 \| Saint-Fargeau \| 49 m \| \| \| 47,6 \| Ponthierry-Pringy \| 44 m \| \| \| 49,9 \| Boissise-le-Roi \| 42 m \| \| \| 52,4 \| Vosves \| 43 m \| \| \| \| Bahnstrecke Paris–Marseille von Paris-Lyon \| \| \| \| \| S.E. von Verneuil-l’Étang (Meterspur) \| \| \| \| \| \| \| \| \| ~56,9 \| Tramways Sud-Seine-et-Marne (TSSM) von Milly-la-Forêt (Meterspur) und D 606 (ehem. N 6) \| Tramways Sud-Seine-et-Marne (TSSM) von Milly-la-Forêt (Meterspur) und D 606 (ehem. N 6) \| \| \| \| \| \| \| \| 56,9 \| Melun \| 54 m \| \| \| \| Bahnstrecke Paris–Marseille nach Marseille-St-Ch. \| \| \| \| 58,5 \| Seine (Pont du Pet-au-Diable; 190 m) \| Seine (Pont du Pet-au-Diable; 190 m) \| \| \| 59,7 \| Livry-sur-Seine \| 56 m \| \| \| 62,7 \| Chartrettes \| 58 m \| \| \| 66,9 \| Fontaine-le-Port \| 49 m \| \| \| 71,9 \| Tunnel d'Héricy (172 m) \| Tunnel d'Héricy (172 m) \| \| \| 72,8 \| Héricy \| 56 m \| \| \| 74,3 \| Vulaines-sur-Seine-Samoreau \| 55 m \| \| \| 80,0 \| Champagne-sur-Seine \| 56 m \| \| \| 85,2 \| Vernou-sur-Seine \| 59 m \| \| \| \| Gleisanschluss Elektrizitätswerk Montereau \| \| \| \| 89,6 \| La Grande-Paroisse \| 52 m \| \| \| 92,0 \| Seine (141 m) \| Seine (141 m) \| \| \| 92,778,1 \| Bahnstrecke Paris–Marseille v. Paris Gare-de-Lyon \| Bahnstrecke Paris–Marseille v. Paris Gare-de-Lyon \| \| \| \| \| \| \| \| \| Bahnstrecke Montereau–Château-Landon (Meterspur) v. Château-Landon \| \| \| \| \| \| \| \| \| 78,6 \| Montereau \| 53 m \| \| \| \| zum Seinequai \| \| \| \| \| Bahnstrecke Flamboin-Gouaix–Montereau n. Flamboin-Gouaix \| \| \| \| \| Bahnstrecke Paris–Marseille nach Marseille-St-Charles \| \| \| \| \| \| \| \| Quellen: Streckenbeginn: Paris-Gare-de-Lyon ü. Villeneuve u. Évry-Val-de-Seine \| \| \| \| |                      | | |
| |                      | Bahnstrecke Villeneuve-Saint-Georges–Montargis v. Villeneuve                                                         | |
| Abzweig geradeaus und von rechts |                      | Bahnstrecke Grigny–Corbeil-Essonnes von Grigny-V.-de-S.                                                              | Bahnstrecke Grigny–Corbeil-Essonnes von Grigny-V.-de-S.                                                              |
| Bahnhof · U-Bahn-Kopfbahnhof Streckenanfang | 32,4                 | Corbeil-Essonnes | 39 m |
| | 33,0                 | Streckenbeginn | Streckenbeginn |
| Strecke mit Straßenbrücke · Strecke mit Straßenbrücke | ~33,4                | N 7 | N 7 |
| Bahnhof | 33,6                 | Essonnes-Robinson | 41 m |
| Haltepunkt / Haltestelle | 35,0                 | Villabé | 47 m |
| Brücke über Wasserlauf | 36,5                 | Essonne (18 m) | Essonne (18 m) |
| Brücke über Wasserlauf | 36,7                 | Essonne (7 m) | Essonne (7 m) |
| | 36,8                 | | |
| |                      | | |
| Strecke nach rechts · Tunnelanfang | 36,9                 | Bahnstrecke Villeneuve-Saint-Georges–Montargis n. Montargis und Tunnel d’Essonnes (573 m), ehem. N 191, N 448 u. N 7 | Bahnstrecke Villeneuve-Saint-Georges–Montargis n. Montargis und Tunnel d’Essonnes (573 m), ehem. N 191, N 448 u. N 7 |
| |                      | | |
| U-Bahn-Strecke quer · Kreuzung · U-Bahn-Strecke quer · U-Bahn-Strecke nach rechts (außer Betrieb) |                      | Chemin de Fer de Grande Banlieue (CGB, Meterspur)                                                                    | Chemin de Fer de Grande Banlieue (CGB, Meterspur)                                                                    |
| Haltepunkt / Haltestelle | 37,9                 | Le Plessis-Chenet | 46 m |
| Haltepunkt / Haltestelle | 39,2                 | Le Coudray-Montceaux                                                                                                 | 43 m |
| Grenze |                      | Département Essonne / Seine-et-Marne                                                                                 | Département Essonne / Seine-et-Marne                                                                                 |
| Haltepunkt / Haltestelle | 43,4                 | Saint-Fargeau | 49 m |
| Bahnhof | 47,6                 | Ponthierry-Pringy | 44 m |
| Haltepunkt / Haltestelle | 49,9                 | Boissise-le-Roi | 42 m |
| Haltepunkt / Haltestelle | 52,4                 | Vosves | 43 m |
| Strecke quer |                      | Bahnstrecke Paris–Marseille von Paris-Lyon                                                                           | Bahnstrecke Paris–Marseille von Paris-Lyon                                                                           |
| Strecke · U-Bahn-Strecke von links (außer Betrieb) |                      | S.E. von Verneuil-l’Étang (Meterspur)                                                                                | S.E. von Verneuil-l’Étang (Meterspur)                                                                                |
| |                      | | |
| U-Bahn-Strecke quer · Kreuzung geradeaus oben · U-Bahn-Strecke quer · U-Bahn-Strecke von rechts | ~56,9                | Tramways Sud-Seine-et-Marne (TSSM) von Milly-la-Forêt (Meterspur) und D 606 (ehem. N 6)                              | Tramways Sud-Seine-et-Marne (TSSM) von Milly-la-Forêt (Meterspur) und D 606 (ehem. N 6)                              |
| |                      | | |
| Bahnhof · U-Bahn-Kopfbahnhof Streckenende · U-Bahn-Kopfbahnhof Streckenende | 56,9                 | Melun | 54 m |
| |                      | Bahnstrecke Paris–Marseille nach Marseille-St-Ch.                                                                    | |
| Brücke über Wasserlauf | 58,5                 | Seine (Pont du Pet-au-Diable; 190 m)                                                                                 | Seine (Pont du Pet-au-Diable; 190 m)                                                                                 |
| Haltepunkt / Haltestelle | 59,7                 | Livry-sur-Seine | 56 m |
| Haltepunkt / Haltestelle | 62,7                 | Chartrettes | 58 m |
| Haltepunkt / Haltestelle | 66,9                 | Fontaine-le-Port | 49 m |
| Tunnel | 71,9                 | Tunnel d'Héricy (172 m)                                                                                              | Tunnel d'Héricy (172 m)                                                                                              |
| Haltepunkt / Haltestelle | 72,8                 | Héricy | 56 m |
| Haltepunkt / Haltestelle | 74,3                 | Vulaines-sur-Seine-Samoreau                                                                                          | 55 m |
| Bahnhof | 80,0                 | Champagne-sur-Seine                                                                                                  | 56 m |
| Haltepunkt / Haltestelle | 85,2                 | Vernou-sur-Seine | 59 m |
| Abzweig geradeaus und nach rechts |                      | Gleisanschluss Elektrizitätswerk Montereau                                                                           | Gleisanschluss Elektrizitätswerk Montereau                                                                           |
| Haltepunkt / Haltestelle | 89,6                 | La Grande-Paroisse                                                                                                   | 52 m |
| Brücke über Wasserlauf | 92,0                 | Seine (141 m) | Seine (141 m) |
| | 92,778,1             | Bahnstrecke Paris–Marseille v. Paris Gare-de-Lyon                                                                    | Bahnstrecke Paris–Marseille v. Paris Gare-de-Lyon                                                                    |
| |                      | | |
| U-Bahn-Strecke quer · Kreuzung geradeaus oben · U-Bahn-Strecke von rechts (außer Betrieb) |                      | Bahnstrecke Montereau–Château-Landon (Meterspur) v. Château-Landon                                                   | Bahnstrecke Montereau–Château-Landon (Meterspur) v. Château-Landon                                                   |
| |                      | | |
| Bahnhof · U-Bahn-Bahnhof | 78,6                 | Montereau | 53 m |
| Strecke · U-Bahn-Strecke nach links (außer Betrieb) |                      | zum Seinequai | zum Seinequai |
| Strecke quer |                      | Bahnstrecke Flamboin-Gouaix–Montereau n. Flamboin-Gouaix                                                             | Bahnstrecke Flamboin-Gouaix–Montereau n. Flamboin-Gouaix                                                             |
| |                      | Bahnstrecke Paris–Marseille nach Marseille-St-Charles                                                                | |
| |                      | | |
| Quellen: Streckenbeginn: Paris-Gare-de-Lyon ü. Villeneuve u. Évry-Val-de-Seine |                      | | |

Die Bahnstrecke Corbeil-Essonnes–Montereau ist eine doppelgleisige Eisenbahnstrecke im südlichen Großraum Paris innerhalb der französischen Region Île-de-France. Bis Melun führt sie am linken, weiter Seine-aufwärts am rechten Ufer des Flusses entlang, während auf der jeweils anderen Uferseite die Bahnstrecke Paris–Marseille verläuft und ebenfalls bei Melun die Uferseite wechselt. Die Strecke diente dazu, Personenzüge vom Bahnhof Paris-Austerlitz auf die Strecke nach Marseille zu bringen, die eigentlich vom Bahnhof Paris-Gare-de-Lyon starteten. Die beiden Pariser Bahnhöfe gehörten bei ihrem Bau zu unterschiedlichen Bahngesellschaften.

## Geschichte
Obwohl schon Mitte der 1840er Jahre eine Konzession für die Strecke Corbeil–Melun ermöglicht wurde, nahm sie erst mit dem Freycinet-Plan Gestalt an, und wurde am 26. Mai 1883 in die Verantwortung der Compagnie des chemins de fer de Paris à Lyon et à la Méditerranée (PLM) gelegt. Damit erhielt sie auch eine strategische Funktion. Nach einer Eventualkonzession vom 26. Mai 1883 erklärte man am 22. Juli 1889 die Vereinbarung durch ein Gesetz für endgültig. Die Inbetriebnahme erfolgte am 1. Juni 1897, die offizielle Einweihung vier Wochen später am 27. Juni 1897. Dieser Anlass wurde auch dazu genutzt, einige örtliche Honoratioren mit dem Orden Pour le Mérite auszuzeichnen.
Zu den bereits bestehenden Knotenbahnhöfen in Corbeil, Melun und Montereau wurden mit der Streckeneröffnung dreizehn neue Bahnhöfe eingeweiht. Drei weitere Bahnhöfe in Essonnes-Robinson, Boissise-le-Roi (beide 1955) und Le Plessis-Chenet (1965) kamen erst nach dem Zweiten Weltkrieg hinzu.
Diese neue Trasse musste sich in bereits bestehende Infrastruktur einpassen, was eine Vielzahl von Veränderungen im bestehenden System notwendig machte. Insbesondere rund um den wichtigsten Unterwegshalt Melun wurde durch die Brücke über die Avenue Thiers, der ehemaligen N 6, am westlichen Bahnhofseingang eine völlige Umgestaltung notwendig. Größtes Einzelbauwerk war die 147 m lange Stahlbrücke über die Seine, die im Sommer 1940 wegen der vorrückenden deutschen Armee von französischer Seite gesprengt und wenige Monate später wieder aufgebaut wurde. Die Deutschen sprengten sie bei ihrem Rückzug nach Osten im August 1944 ebenfalls, bevor sie nach dem Krieg wieder errichtet und am 1. Februar 1946 für den Verkehr freigegeben werden konnte.
Während der nördliche Abschnitt bis Melun auch von Pariser Vorortzügen RER D und Güterzügen befahren wird, ist der südliche Teil eher für den Fernverkehr bestimmt. Nur wenige Pendlerzüge verkehren hier. Außerdem dient dieser Abschnitt zur Verkehrslenkung, wenn es auf der Parallelstrecke zu Störungen kommt.

## Sekundärbahnen
Mehrere Bahnhöfe gaben Anschluss an private Sekundärbahnen, alle in Meterspur außer Corbeil-Essonnes–Étampes (Normalspur):
- Corbeil-Essonnes: Chemin de Fer de Grande Banlieue (CGB). Teil eines umfangreichen Netzes von Nebenbahnen. Diese Strecke wurde von 1891 bis 1908 bedient,[7] nach anderer Quelle von 1912 bis 1949.[8]
- Melun: Tramway de Melun. 1898–1930,[7] wohl auch Tramway Melun Verneuil-l’Etang über die N 36 ins 19 km entfernte Verneuil-l’Etang mit einer Betriebszeit von 1901 bis 1938.[9]
- Melun: Tramways Sud-Seine-et-Marne (TSSM) nach Milly-la-Forêt, Betriebszeit 1899–1952; dazu gab es ein Vorprojekt von Melun nach Barbizon (1895–1913).[7] Eine andere Quelle spricht von der TSM mit 22 km langer Strecke und einer Betriebszeit von 1910 bis 1938.[10] sowie von einer weiteren, 12 km langen Strecke nach Barbizon, die zwischen 1899 und 1938 in Betrieb gewesen war.[11][12]
- Vulaines-sur-Seine: Tramways de Fontainebleau à Valvins fuhr zunächst nur von Fontainebleau nach Valvins, später verlängert über die Seinebrücke zum Bahnhof von Vulaines-sur-Seine. Streckenlänge: 2978 m, Betriebszeit 1894–1934.[7][13]
- Montereau: Compagnie de chemins de fer départementaux fuhr auf 52 km nach Château-Landon in dem Zeitraum 1888/1889 bis 1959.[14][12]